# Operaciones monetarias sin restricciones
Las operaciones monetarias sin restricciones (del inglés Outright Monetary Transactions, abreviado OMT), conocidas en España como operaciones monetarias de compraventa (OMC), siguiendo la terminología empleada por el Banco Central Europeo (BCE), y también como transacciones monetarias directas, constituyen un mecanismo por el que el BCE puede comprar en el mercado secundario de deuda pública, bajo ciertas condiciones, bonos emitidos por los Estados miembros de la eurozona.

## Lanzamiento
El 2 de agosto de 2012, el Consejo de Gobierno del BCE anunció que empezaría su proyecto de OMC con el objeto de "contribuir a salvaguardar una adecuada transmisión de la política monetaria y la firmeza de la política monetaria".